# Cyprian (Spiridon)
Cyprian, imię świeckie Cezar Spiridon (ur. 19 kwietnia 1965 w Suhuleț) – rumuński biskup prawosławny.

## Życiorys
W 1987 ukończył seminarium duchowne im. biskupa Cezarego w Buzău. W latach 1988–1992 studiował teologię na Uniwersytecie w Bukareszcie, przez rok studiował muzykę bizantyjską na Akademii Muzycznej w Bukareszcie. W 1992 wstąpił jako posłusznik do monasteru Crasna, rozpoczynając równocześnie studia doktoranckie na wydziale teologii prawosławnej Uniwersytetu w Salonikach. Ukończył je w 1997. W 1994 został wyświęcony na diakona. W latach 1998–1999 podyplomowo studiował bizantynologię w Instytucie Ekumenicznym w Bari.
W latach 1999–2002 pracował w synodalnym wydziale „Kościół i społeczeństwo” przy Synodzie Rumuńskiego Kościoła Prawosławnego, w latach 2000–2002 jako patriarszy doradca. 21 maja 2000 przyjął święcenia kapłańskie z rąk arcybiskupa Aten i całej Grecji Chrystodulosa. Dwa lata później otrzymał godność archimandryty.
22 września 2002 został wyświęcony na biskupa pomocniczego archieparchii Bukaresztu. W 2013 Święty Synod wybrał go do obsadzenia wakującej po śmierci biskupa Epifaniusza katedry Buzău.